# Leisure Lake
Leisure Lake – jednostka osadnicza w Stanach Zjednoczonych, w stanie Missouri, w hrabstwie Grundy.